# Світова група Кубка Федерації 2006
Світова група — змагання найвищого рівня в рамках Кубка Федерації 2006 року. Вісім країн взяли участь у турнірі на вибування, що складався з трьох раундів. Збірна Росії була чинною чемпіонкою, але не змогла захистити свій титул, поступившись у першому колі Збірній Бельгії. Бельгійки згодом дісталися фіналу, де поступилися збірній Італії.

## Країни-учасниці
| Країни-учасниці | Країни-учасниці | Країни-учасниці | Країни-учасниці           |
| · Австрія       | · Бельгія       | · Франція       | · Німеччина               |
| · Італія        | · Росія         | · Іспанія       | · Сполучені Штати Америки |
| --------------- | --------------- | --------------- | ------------------------- |

## Сітка
|                                          | Чвертьфінали                             | Чвертьфінали                             | Чвертьфінали                             |                                       |                                       | Півфінали                             | Півфінали                             | Півфінали                             |                                       |                                       | Фінал                               | Фінал                               | Фінал                               |                                     |                                     |
|                                          |                                          |                                          |                                          |                                       |                                       |                                       |                                       |                                       |                                       |                                       |                                     |                                     |                                     |                                     |                                     |
|                                          | Льєж (Бельгія) (закритий, хард)          |                                          |                                          |                                       |                                       |                                       |                                       |                                       |                                       |                                       |                                     |                                     |                                     |                                     |                                     |
|                                          | 1                                        | Росія                                    | 2                                        |                                       |                                       |                                       |                                       |                                       |                                       |                                       |                                     |                                     |                                     |                                     |                                     |
|                                          |                                          | Бельгія                                  | 3                                        |                                       |                                       | Остенде (Бельгія) (закритий, хард)    | Остенде (Бельгія) (закритий, хард)    | Остенде (Бельгія) (закритий, хард)    | Остенде (Бельгія) (закритий, хард)    | Остенде (Бельгія) (закритий, хард)    |                                     |                                     |                                     |                                     |                                     |
|                                          |                                          |                                          |                                          |                                       |                                       | Бельгія                               | 4                                     |                                       |                                       |                                       |                                     |                                     |                                     |                                     |                                     |
| Еттенгайм (Німеччина) (відкритий, ґрунт) | Еттенгайм (Німеччина) (відкритий, ґрунт) | Еттенгайм (Німеччина) (відкритий, ґрунт) | Еттенгайм (Німеччина) (відкритий, ґрунт) |                                       | 4                                     | Сполучені Штати Америки               | 1                                     |                                       |                                       |                                       |                                     |                                     |                                     |                                     |                                     |
|                                          |                                          | Німеччина                                | 2                                        |                                       |                                       |                                       |                                       |                                       |                                       |                                       |                                     |                                     |                                     |                                     |                                     |
|                                          | 4                                        | Сполучені Штати Америки                  | 3                                        |                                       |                                       |                                       |                                       |                                       |                                       |                                       | Шарлеруа (Бельгія) (закритий, хард) | Шарлеруа (Бельгія) (закритий, хард) | Шарлеруа (Бельгія) (закритий, хард) | Шарлеруа (Бельгія) (закритий, хард) | Шарлеруа (Бельгія) (закритий, хард) |
|                                          |                                          |                                          |                                          |                                       |                                       |                                       |                                       |                                       |                                       |                                       |                                     | Бельгія                             | 2                                   |                                     |                                     |
|                                          | Валенсія (Іспанія) (відкритий, ґрунт)    | Валенсія (Іспанія) (відкритий, ґрунт)    | Валенсія (Іспанія) (відкритий, ґрунт)    | Валенсія (Іспанія) (відкритий, ґрунт) | Валенсія (Іспанія) (відкритий, ґрунт) |                                       |                                       |                                       |                                       |                                       |                                     | Італія                              | 3                                   |                                     |                                     |
|                                          | 3                                        | Іспанія                                  | 5                                        |                                       |                                       |                                       |                                       |                                       |                                       |                                       |                                     |                                     |                                     |                                     |                                     |
|                                          |                                          | Австрія                                  | 0                                        |                                       |                                       | Сарагоса (Іспанія) (відкритий, ґрунт) | Сарагоса (Іспанія) (відкритий, ґрунт) | Сарагоса (Іспанія) (відкритий, ґрунт) | Сарагоса (Іспанія) (відкритий, ґрунт) | Сарагоса (Іспанія) (відкритий, ґрунт) |                                     |                                     |                                     |                                     |                                     |
|                                          |                                          |                                          |                                          |                                       | 3                                     | Іспанія                               | 1                                     |                                       |                                       |                                       |                                     |                                     |                                     |                                     |                                     |
| Нансі (Франція) (закритий, ґрунт)        | Нансі (Франція) (закритий, ґрунт)        | Нансі (Франція) (закритий, ґрунт)        | Нансі (Франція) (закритий, ґрунт)        |                                       |                                       | Італія                                | 3                                     |                                       |                                       |                                       |                                     |                                     |                                     |                                     |                                     |
|                                          |                                          | Італія                                   | 4                                        |                                       |                                       |                                       |                                       |                                       |                                       |                                       |                                     |                                     |                                     |                                     |                                     |
|                                          | 2                                        | Франція                                  | 1                                        |                                       |                                       |                                       |                                       |                                       |                                       |                                       |                                     |                                     |                                     |                                     |                                     |

## 1 коло

### Росія — Бельгія
| Росія RUS 2 | Country Hall Ethias Liège, Льєж (Бельгія) 22–23 квітня 2006 Червоний ґрунт (закритий) | Country Hall Ethias Liège, Льєж (Бельгія) 22–23 квітня 2006 Червоний ґрунт (закритий) | Бельгія BEL 3 |     |     |  |
| \| \| \| \| 1 \| 2 \| 3 \| \| \| - \| ------------- \| ------------------------------------------------------------------ \| ---- \| --- \| --- \| \| \| 1 \| Росія Бельгія \| Олена Дементьєва Кім Клейстерс \| 6 4 \| 6 3 \| \| \| \| 2 \| Росія Бельгія \| Надія Петрова Жустін Енен-Арденн \| 7 62 \| 4 6 \| 3 6 \| \| \| 3 \| Росія Бельгія \| Марія Кириленко Кім Клейстерс \| 1 6 \| 4 6 \| \| \| \| 4 \| Росія Бельгія \| Олена Дементьєва Жустін Енен-Арденн \| 2 6 \| 0 6 \| \| \| \| 5 \| Росія Бельгія \| Марія Кириленко / Дінара Сафіна Кім Клейстерс / Жустін Енен-Арденн \| 7 64 \| 7 5 \| \| \| |                                                                                       |                                                                                       |               |     |     |  |
| |                                                                                       |                                                                                       | 1             | 2   | 3   |  |
| 1 | Росія Бельгія                                                                         | Олена Дементьєва Кім Клейстерс                                                        | 6 4           | 6 3 |     |  |
| 2 | Росія Бельгія                                                                         | Надія Петрова Жустін Енен-Арденн                                                      | 7 62          | 4 6 | 3 6 |  |
| 3 | Росія Бельгія                                                                         | Марія Кириленко Кім Клейстерс                                                         | 1 6           | 4 6 |     |  |
| 4 | Росія Бельгія                                                                         | Олена Дементьєва Жустін Енен-Арденн                                                   | 2 6           | 0 6 |     |  |
| 5 | Росія Бельгія                                                                         | Марія Кириленко / Дінара Сафіна Кім Клейстерс / Жустін Енен-Арденн                    | 7 64          | 7 5 |     |  |

### Німеччина — США
| Німеччина GER 2 | Tennis Center Ettenheim, Еттенгайм (Німеччина) 22–23 квітня 2006 Червоний ґрунт (відкритий) | Tennis Center Ettenheim, Еттенгайм (Німеччина) 22–23 квітня 2006 Червоний ґрунт (відкритий) | США USA 3 |     |     |  |
| \| \| \| \| 1 \| 2 \| 3 \| \| \| - \| ------------- \| -------------------------------------------------------- \| ---- \| --- \| --- \| \| \| 1 \| Німеччина США \| Анна-Лена Гренефельд Джамея Джексон \| 2 6 \| 6 3 \| 5 7 \| \| \| 2 \| Німеччина США \| Юлія Шруфф Джилл Крейбас \| 6 4 \| 2 6 \| 5 7 \| \| \| 3 \| Німеччина США \| Анна-Лена Гренефельд Джилл Крейбас \| 6 2 \| 7 5 \| \| \| \| 4 \| Німеччина США \| Мартіна Мюллер Джамея Джексон \| 62 7 \| 2 6 \| \| \| \| 5 \| Німеччина США \| Анна-Лена Гренефельд / Ясмін Вер Ваня Кінґ / Шенай Перрі \| 2 6 \| 6 4 \| 6 2 \| \| |                                                                                             |                                                                                             |           |     |     |  |
| |                                                                                             |                                                                                             | 1         | 2   | 3   |  |
| 1 | Німеччина США                                                                               | Анна-Лена Гренефельд Джамея Джексон                                                         | 2 6       | 6 3 | 5 7 |  |
| 2 | Німеччина США                                                                               | Юлія Шруфф Джилл Крейбас                                                                    | 6 4       | 2 6 | 5 7 |  |
| 3 | Німеччина США                                                                               | Анна-Лена Гренефельд Джилл Крейбас                                                          | 6 2       | 7 5 |     |  |
| 4 | Німеччина США                                                                               | Мартіна Мюллер Джамея Джексон                                                               | 62 7      | 2 6 |     |  |
| 5 | Німеччина США                                                                               | Анна-Лена Гренефельд / Ясмін Вер Ваня Кінґ / Шенай Перрі                                    | 2 6       | 6 4 | 6 2 |  |

### Іспанія — Австрія
| Іспанія ESP 5 | Club Español de Tenis, Валенсія (Іспанія) 22–23 квітня 2006 Червоний ґрунт (відкритий) | Club Español de Tenis, Валенсія (Іспанія) 22–23 квітня 2006 Червоний ґрунт (відкритий) | Австрія AUT 0 |      |     |  |
| \| \| \| \| 1 \| 2 \| 3 \| \| \| - \| --------------- \| ------------------------------------------------------------------------------- \| ---- \| ---- \| --- \| \| \| 1 \| Іспанія Австрія \| Лурдес Домінгес Ліно Сібіль Баммер \| 7 65 \| 3 6 \| 6 3 \| \| \| 2 \| Іспанія Австрія \| Анабель Медіна Гаррігес Івонн Мейсбургер \| 6 3 \| 7 5 \| \| \| \| 3 \| Іспанія Австрія \| Анабель Медіна Гаррігес Сібіль Баммер \| 6 0 \| 6 3 \| \| \| \| 4 \| Іспанія Австрія \| Марія Санчес Лоренсо Таміра Пашек \| 6 4 \| 65 7 \| 7 5 \| \| \| 5 \| Іспанія Австрія \| Вірхінія Руано Паскуаль / Лурдес Домінгес Ліно Сібіль Баммер / Івонн Мейсбургер \| 6 4 \| 6 2 \| \| \| |                                                                                        |                                                                                        |               |      |     |  |
| |                                                                                        |                                                                                        | 1             | 2    | 3   |  |
| 1 | Іспанія Австрія                                                                        | Лурдес Домінгес Ліно Сібіль Баммер                                                     | 7 65          | 3 6  | 6 3 |  |
| 2 | Іспанія Австрія                                                                        | Анабель Медіна Гаррігес Івонн Мейсбургер                                               | 6 3           | 7 5  |     |  |
| 3 | Іспанія Австрія                                                                        | Анабель Медіна Гаррігес Сібіль Баммер                                                  | 6 0           | 6 3  |     |  |
| 4 | Іспанія Австрія                                                                        | Марія Санчес Лоренсо Таміра Пашек                                                      | 6 4           | 65 7 | 7 5 |  |
| 5 | Іспанія Австрія                                                                        | Вірхінія Руано Паскуаль / Лурдес Домінгес Ліно Сібіль Баммер / Івонн Мейсбургер        | 6 4           | 6 2  |     |  |

### Італія — Франція
| Італія ITA 4 | Palais des Sports Jean Weille, Нансі (Франція) 22–23 квітня 2006 Червоний ґрунт (відкритий) | Palais des Sports Jean Weille, Нансі (Франція) 22–23 квітня 2006 Червоний ґрунт (відкритий) | Франція FRA 1 |      |     |  |
| \| \| \| \| 1 \| 2 \| 3 \| \| \| - \| -------------- \| ------------------------------------------------------------ \| ---- \| ---- \| --- \| \| \| 1 \| Італія Франція \| Франческа Ск'явоне Наталі Деші \| 65 7 \| 6 3 \| 6 3 \| \| \| 2 \| Італія Франція \| Флавія Пеннетта Амелі Моресмо \| 1 6 \| 1 6 \| \| \| \| 3 \| Італія Франція \| Франческа Ск'явоне Амелі Моресмо \| 4 6 \| 7 64 \| 6 4 \| \| \| 4 \| Італія Франція \| Флавія Пеннетта Наталі Деші \| 6 4 \| 6 2 \| \| \| \| 5 \| Італія Франція \| Мара Сантанджело / Роберта Вінчі Емілі Луа / Віржіні Раззано \| 6 1 \| 6 4 \| \| \| |                                                                                             |                                                                                             |               |      |     |  |
| |                                                                                             |                                                                                             | 1             | 2    | 3   |  |
| 1 | Італія Франція                                                                              | Франческа Ск'явоне Наталі Деші                                                              | 65 7          | 6 3  | 6 3 |  |
| 2 | Італія Франція                                                                              | Флавія Пеннетта Амелі Моресмо                                                               | 1 6           | 1 6  |     |  |
| 3 | Італія Франція                                                                              | Франческа Ск'явоне Амелі Моресмо                                                            | 4 6           | 7 64 | 6 4 |  |
| 4 | Італія Франція                                                                              | Флавія Пеннетта Наталі Деші                                                                 | 6 4           | 6 2  |     |  |
| 5 | Італія Франція                                                                              | Мара Сантанджело / Роберта Вінчі Емілі Луа / Віржіні Раззано                                | 6 1           | 6 4  |     |  |

## Півфінали

### Бельгія — США
| Бельгія BEL 4 | Sea'rena, Остенде (Бельгія) 15–16 липня Decoturf (закритий) | Sea'rena, Остенде (Бельгія) 15–16 липня Decoturf (закритий) | США USA 1 |     |     |         |
| \| \| \| \| 1 \| 2 \| 3 \| \| \| - \| ----------- \| ------------------------------------------------------- \| --- \| --- \| --- \| ------- \| \| 1 \| Бельгія США \| Кірстен Фліпкенс Джилл Крейбас \| 5 7 \| 6 2 \| 6 4 \| \| \| 2 \| Бельгія США \| Кім Клейстерс Джамея Джексон \| 4 6 \| 6 2 \| 6 1 \| \| \| 3 \| Бельгія США \| Кім Клейстерс Ваня Кінґ \| 6 0 \| 6 1 \| \| \| \| 4 \| Бельгія США \| Кірстен Фліпкенс Машона Вашінгтон \| 2 6 \| 3 1 \| \| знялася \| \| 5 \| Бельгія США \| Леслі Буткевіч / Кароліне Мас Джилл Крейбас / Ваня Кінґ \| 1 6 \| 2 6 \| \| \| |                                                             |                                                             |           |     |     |         |
| |                                                             |                                                             | 1         | 2   | 3   |         |
| 1 | Бельгія США                                                 | Кірстен Фліпкенс Джилл Крейбас                              | 5 7       | 6 2 | 6 4 |         |
| 2 | Бельгія США                                                 | Кім Клейстерс Джамея Джексон                                | 4 6       | 6 2 | 6 1 |         |
| 3 | Бельгія США                                                 | Кім Клейстерс Ваня Кінґ                                     | 6 0       | 6 1 |     |         |
| 4 | Бельгія США                                                 | Кірстен Фліпкенс Машона Вашінгтон                           | 2 6       | 3 1 |     | знялася |
| 5 | Бельгія США                                                 | Леслі Буткевіч / Кароліне Мас Джилл Крейбас / Ваня Кінґ     | 1 6       | 2 6 |     |         |

### Іспанія — Італія
| Іспанія ESP 1 | Stadium Casablanca, Сарагоса (Іспанія) 15–16 липня Decoturf (закритий) | Stadium Casablanca, Сарагоса (Іспанія) 15–16 липня Decoturf (закритий)           | Італія ITA 3 |     |   |          |
| \| \| \| \| 1 \| 2 \| 3 \| \| \| - \| -------------- \| -------------------------------------------------------------------------------- \| --- \| --- \| - \| -------- \| \| 1 \| Іспанія Італія \| Анабель Медіна Гаррігес Флавія Пеннетта \| 3 6 \| 0 6 \| \| \| \| 2 \| Іспанія Італія \| Лурдес Домінгес Ліно Франческа Ск'явоне \| 4 6 \| 5 7 \| \| \| \| 3 \| Іспанія Італія \| Анабель Медіна Гаррігес Франческа Ск'явоне \| 6 2 \| 6 2 \| \| \| \| 4 \| Іспанія Італія \| Лурдес Домінгес Ліно Флавія Пеннетта \| 2 6 \| 4 6 \| \| \| \| 5 \| Іспанія Італія \| Вірхінія Руано Паскуаль / Марія Санчес Лоренсо Роміна Опранді / Мара Сантанджело \| \| \| \| не грали \| |                                                                        |                                                                                  |              |     |   |          |
| |                                                                        |                                                                                  | 1            | 2   | 3 |          |
| 1 | Іспанія Італія                                                         | Анабель Медіна Гаррігес Флавія Пеннетта                                          | 3 6          | 0 6 |   |          |
| 2 | Іспанія Італія                                                         | Лурдес Домінгес Ліно Франческа Ск'явоне                                          | 4 6          | 5 7 |   |          |
| 3 | Іспанія Італія                                                         | Анабель Медіна Гаррігес Франческа Ск'явоне                                       | 6 2          | 6 2 |   |          |
| 4 | Іспанія Італія                                                         | Лурдес Домінгес Ліно Флавія Пеннетта                                             | 2 6          | 4 6 |   |          |
| 5 | Іспанія Італія                                                         | Вірхінія Руано Паскуаль / Марія Санчес Лоренсо Роміна Опранді / Мара Сантанджело |              |     |   | не грали |

## Фінал

### Бельгія — Італія
| Бельгія BEL 2 | Spiroudome, Шарлеруа (Бельгія) 16–17 вересня Decoturf (закритий) | Spiroudome, Шарлеруа (Бельгія) 16–17 вересня Decoturf (закритий)         | Італія ITA 3 |     |     |         |
| \| \| \| \| 1 \| 2 \| 3 \| \| \| - \| -------------- \| ------------------------------------------------------------------------ \| ---- \| --- \| --- \| ------- \| \| 1 \| Бельгія Італія \| Кірстен Фліпкенс Франческа Ск'явоне \| 1 6 \| 3 6 \| \| \| \| 2 \| Бельгія Італія \| Жустін Енен-Арденн Флавія Пеннетта \| 6 4 \| 7 5 \| \| \| \| 3 \| Бельгія Італія \| Жустін Енен-Арденн Франческа Ск'явоне \| 6 4 \| 7 5 \| \| \| \| 4 \| Бельгія Італія \| Кірстен Фліпкенс Мара Сантанджело \| 7 63 \| 3 6 \| 0 6 \| \| \| 5 \| Бельгія Італія \| Кірстен Фліпкенс / Жустін Енен-Арденн Франческа Ск'явоне / Роберта Вінчі \| 6 3 \| 2 6 \| 0 2 \| знялася \| |                                                                  |                                                                          |              |     |     |         |
| |                                                                  |                                                                          | 1            | 2   | 3   |         |
| 1 | Бельгія Італія                                                   | Кірстен Фліпкенс Франческа Ск'явоне                                      | 1 6          | 3 6 |     |         |
| 2 | Бельгія Італія                                                   | Жустін Енен-Арденн Флавія Пеннетта                                       | 6 4          | 7 5 |     |         |
| 3 | Бельгія Італія                                                   | Жустін Енен-Арденн Франческа Ск'явоне                                    | 6 4          | 7 5 |     |         |
| 4 | Бельгія Італія                                                   | Кірстен Фліпкенс Мара Сантанджело                                        | 7 63         | 3 6 | 0 6 |         |
| 5 | Бельгія Італія                                                   | Кірстен Фліпкенс / Жустін Енен-Арденн Франческа Ск'явоне / Роберта Вінчі | 6 3          | 2 6 | 0 2 | знялася |

| Чемпіонки Кубка Федерації 2006 |
| ------------------------------ |
| · Італія · Перший титул        |